# دار اللكمة (يهر)

تعديل مصدري - تعديل

دار اللكمة هي إحدى قرى عزلة يهر بمديرية يهر التابعة لمحافظة لحج، بلغ تعداد سكانها 91 نسمة حسب تعداد اليمن لعام 2004.